# Teresio Vachet
Teresio Vachet (* 22. Mai 1947 in Bardonecchia; † 2. Juli 2025 ebenda) war ein italienischer Skirennläufer.

## Biografie
Teresio Vachet startete 1967 in der ersten Weltcup-Saison der Geschichte in mehreren Rennen. Bei den Olympischen Winterspielen 1968 in Grenoble, die zugleich als Weltmeisterschaften galten, belegte er im Abfahrtsrennen 22. Rang.
Zusammen mit seiner Frau führte er in seinem Heimatdorf Melezet ein Restaurant.